# Saterland
Saterland (en frison oriental : Seelterlound) est une commune allemande située en Basse-Saxe, dans l'arrondissement de Cloppenburg.
La commune est la seule commune où le frison oriental (ou saterlandais) reste parlé.

## Parties de la commune
- Ramsloh, qui comprend: Ramsloh-Ort, Ramsloh-Nord, Ramsloh-Ost, Hoheberg, Raake, Hollen, Hollen-Brand et Hollenermoor.
- Scharrel, qui comprend: Scharrel-Ort, Bätholt, Langhorst, Neuwall et Heselberg.
- Sedelsberg, qui comprend: Sedelsberg-Ort, Kolonie, Hüllen I, Hüllen II, Fermesand et Heselberg.
- Strücklingen, qui comprend: Strücklingen-Ort, Bollingen I, Bollingen II, Utende, Wittensand et Bokelesch.

Ces quartiers étaient des communes indépendantes jusqu'à la "Gebietsreform" de 1974.

## Jumelages
- Środa Śląska (Pologne)